# SoRI-9804
SoRI-9804 je pozitivni alosterni modulator dopaminskih receptora. Za razliku od drugih u svojoj seriji i tradicionalnih DRI liganda, on inhibira oslobađanje dopamina pored inhibicije ponovnog preuzimanja oslobođenog dopamina nazad u transporter.